# JrMan
jrMan是一个开源的RenderMan渲染器，由Gerardo Horvilleur、Jorge Vargas、Elmer Garduno和Alessandro Falappa使用Java编程语言实现，使用GPL许可证发布，目的是给学生和老师学习Reyes算法的运作过程。不过，该渲染器现在已基本上停止开发。

## 特性
阴影、贴图映射、表面材质、灯光材质、体积材质、置换材质、像素过滤器和延迟读取存档文件。

## 支持的图元
球面、环圈面、锥面、柱面、抛物面、双曲面、点、双线性和双三次曲面、多边形、物体实例、线性和（有理）三次曲线等。

## 未实现的特性
着色语言编译器、运动模糊、景深、细节层次、实体建模、修剪曲面、细分面和常规多边形。